# Expédition BANZARE

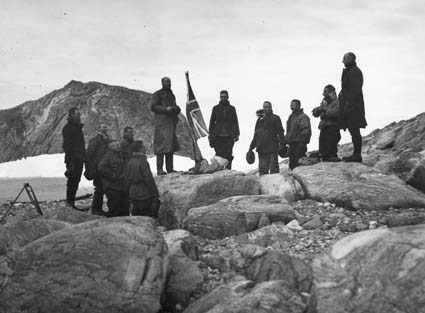
L'équipe de Douglas Mawson revendique la terre de Mac. Robertson.

L’expédition BANZARE, de British Australian (and) New Zealand Antarctic Research Expedition, est une expédition qui a eu lieu en Antarctique et a été financée par le Royaume-Uni, l'Australie et la Nouvelle-Zélande. Elle fut menée entre 1929 et 1931 par Douglas Mawson dans le cadre de recherches scientifiques.
L'expédition cartographia une partie de la côte de l'Antarctique et découvrit la terre de Mac. Robertson et la terre de la Princesse-Élisabeth, qui furent plus tard intégrées au Territoire antarctique australien.